# StrixDB
Pour les articles homonymes, voir Strix (homonymie).
StrixDB est une base de données dédiée RDF. Elle est conçue pour permettre la manipulation et le raisonnement pour des graphes RDF de taille moyenne.

## Caractéristiques
StrixDB a les caractéristiques suivantes :
- requêtes avec SPARQL et modifications avec SPARQL/Update.
- inférence dans SPARQL avec des règles Datalog (règles avec récursion, négation et négation dans la récursion).
- propriétés ACID (atomicity, consistency, isolation, durability). StrixDB utilise le SGBD Gigabase.
- serialisation des graphes RDF au format standard XML ou Turtle.

StrixDB peut être utilisé :
- en tant que serveur SPARQL (utilisation en tant que module d'un serveur HTTP Apache).
- en tant qu'application avec le langage de script Lua.
- appelé par tout langage de programmation en tant que DLL.

La résolution Datalog utilise une variante de l'algorithme SLG adaptée aux triples RDF.

## Exemples de règles
Les règles s'expriment dans une syntaxe inspirée de Datalog ou de Turtle. En supposant que la ressource http://myserver/famillyRules contienne les règles suivantes :
```
prefix
 
ns
:
 
<
http
:
//
myserver
/
familly
#>
.

prefix
 
foaf
:
 
<
http
:
//
xmlns
.
com
/
foaf
/
0.1
/>
.

{
?
x
 
ns
:
ancestorOf
 
?
y
 
}
 
:
-
 
{
?
x
 
ns
:
parentOf
 
?
y
}

{
?
x
 
ns
:
ancestorOf
 
?
y
}
 
:
-
 
{
?
x
 
ns
:
parentOf
 
?
z
.
 
?
z
 
ns
:
ancestorOf
 
?
y
}

ns
:
motherOf
(
?
mother
,
?
child
)
 
:
-
 
ns
:
parentOf
(
?
mother
,
?
child
),
 
not
 
ns
:
fatherOf
(
?
mother
,
?
child
).

ns
:
fatherOf
(
?
f
,
?
child
)
 
:
-
 
ns
:
parentOf
(
?
f
,
?
child
),
 
not
 
foaf
:
gender
(
?
f
,
foaf
:
female
).

```

Les règles peuvent être utilisées dans une requête SPARQL en utilisant la clause USING. Cette clause, spécifique à StrixDB est similaire à la clause FROM.
```
PREFIX
 
ns
:
 
<
http
:
//
myserver
/
familly
#>

SELECT
 
?
person
 
?
ancestor

USING
 
<
http
:
//
myserver
/
famillyRules
>

WHERE
 
{
 
?
person
 
ns
:
ancestorOf
 
?
ancestor
 
}

```

## Exemple de raisonnementOWL
Les règles suivantes implementent le raisonnement sur les propriétés d'OWL. Remarque: les prédicats peuvent être des variables.
```
?
p
(
?
x
,
?
y
)
 
:
-
 
a
(
?
p
,
 
owl
:
SymmetricProperty
),
 
?
p
(
?
y
,
?
x
).

?
p
(
?
x
,
?
y
)
 
:
-
 
a
(
?
p
,
 
owl
:
TransitiveProperty
),
 
?
p
(
?
x
,
?
z
),
 
?
p
(
?
z
,
?
y
).

?
invers1
(
?
x
,
?
y
)
 
:
-
 
owl
:
inverseOf
(
?
invers1
,
?
invers2
),
 
?
invers2
(
?
y
,
?
x
).

?
invers1
(
?
x
,
?
y
)
 
:
-
 
owl
:
inverseOf
(
?
invers2
,
?
invers1
),
 
?
invers2
(
?
y
,
?
x
).

?
equiv1
(
?
x
,
?
y
)
 
:
-
 
owl
:
equivalentProperty
(
?
equiv1
,
?
equiv2
),
 
?
equiv2
(
?
x
,
?
y
).

?
equiv1
(
?
x
,
?
y
)
 
:
-
 
owl
:
equivalentProperty
(
?
equiv2
,
?
equiv1
),
 
?
equiv2
(
?
x
,
?
y
).

?
p
(
?
x
,
?
y
)
 
:
-
 
rdfs
:
subPropertyOf
(
?
p1
,
?
p
),
 
?
p1
(
?
x
,
?
y
).

```